# Flügel-Seenadel
Die Flügel-Seenadel (Halicampus macrorhynchus), auch Schnurrbart-Seenadel genannt, ist eine Seenadelart, die vom Roten Meer bis in den tropischen westlichen Pazifik verbreitet ist. Im westlichen Pazifik bewohnt sie die Sand- und Geröllböden, sowie algenbewachsene Felsriffe von Indonesien über Neuguinea bis Neubritannien, an der Küste der Salomonen und des australischen Bundesstaates Queensland bis in Tiefen von 25 Metern.

## Merkmale
Die Fische werden mindestens 18 Zentimeter lang und sind farblich sehr variabel, je nachdem auf welchen Untergründen sie leben. Exemplare aus algenbewachsenen Lebensräumen oder Seegraswiesen sind eher bunt, oft rötlich, orange oder gelblich, die aus Sandhabitaten sind eher schlicht gefärbt. Die Schnauze ist lang und pipettenartig. Ihr schlanker, langgestreckter Körper wird von einem Hautskelett aus 14 bis 15 knöchernen Rumpf- und 25 Schwanzringen gepanzert. Die Rückenflosse wird von 18 bis 19 Weichstrahlen gestützt. Die Knochenkanten von Rumpf und Schwanz an der Oberseite gehen nicht kontinuierlich ineinander über, wohl aber die an den Körperseiten. Die unten liegende Knochenkante endet am Anus.

## Lebensweise

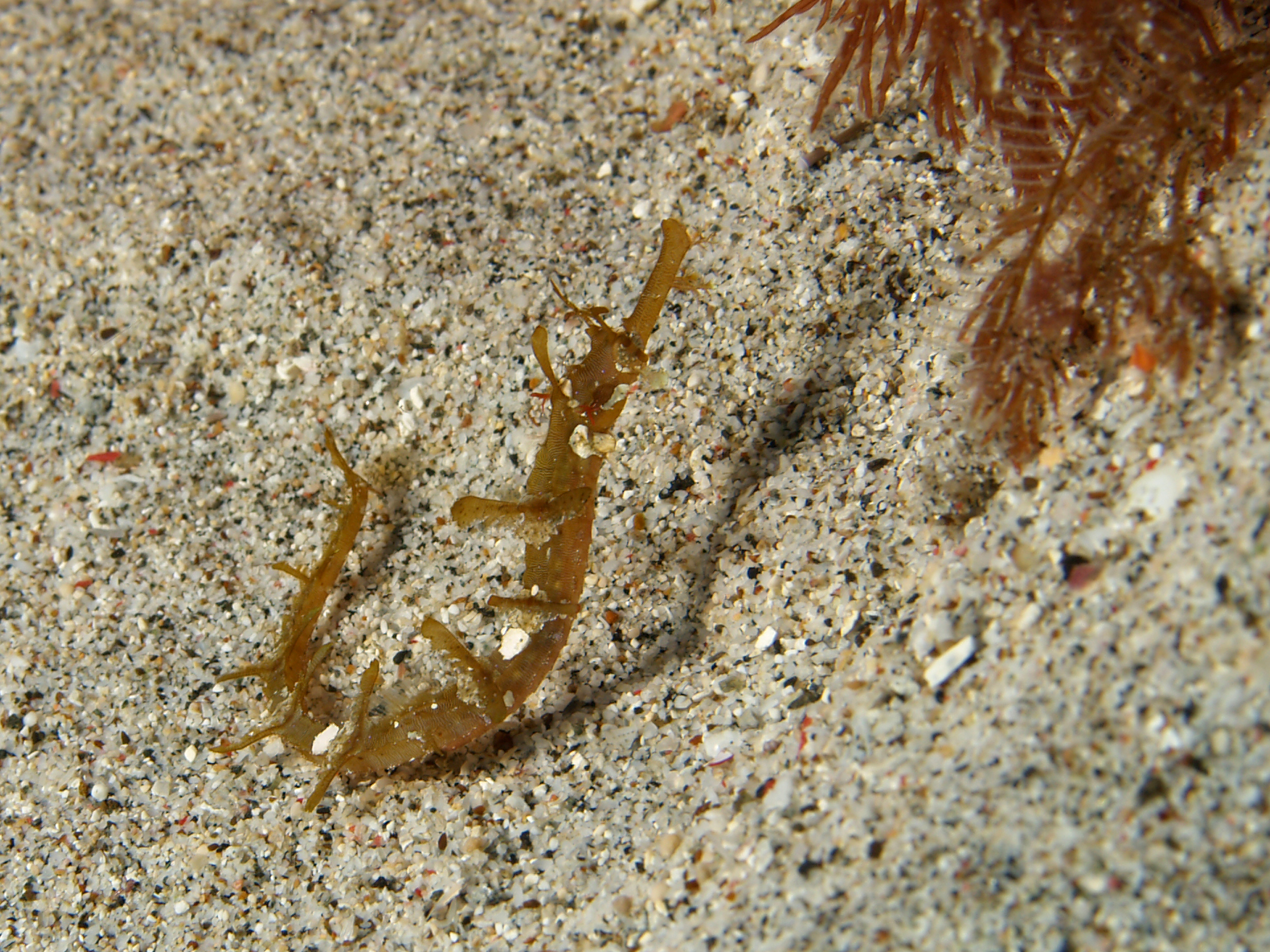
Jungfisch

Jungfische leben bis zu einer Länge von acht Zentimeter pelagisch im freien Wasser. Zahlreiche flügelartige Hautlappen helfen ihnen dabei, in der Schwebe zu bleiben. Nachdem sie ihr pelagisches Stadium beendet haben, besiedeln sie zunächst Regionen, die mit rundblättrigen Seegräsern bewachsen sind. Bis sie eine Länge von zehn Zentimetern erreicht haben, werden die Hautlappen reduziert.
Wie alle Seenadeln ist die Flügel-Seenadel ovipar. Nachdem die Eier vom Weibchen gelegt wurden, werden sie vom Männchen übernommen. Dieses trägt sie in einer breiten Reihe an der schwammartig veränderten Schwanzunterseite bis zum Schlupf der Jungfische mit sich herum.